# Diocesi di Diamantino

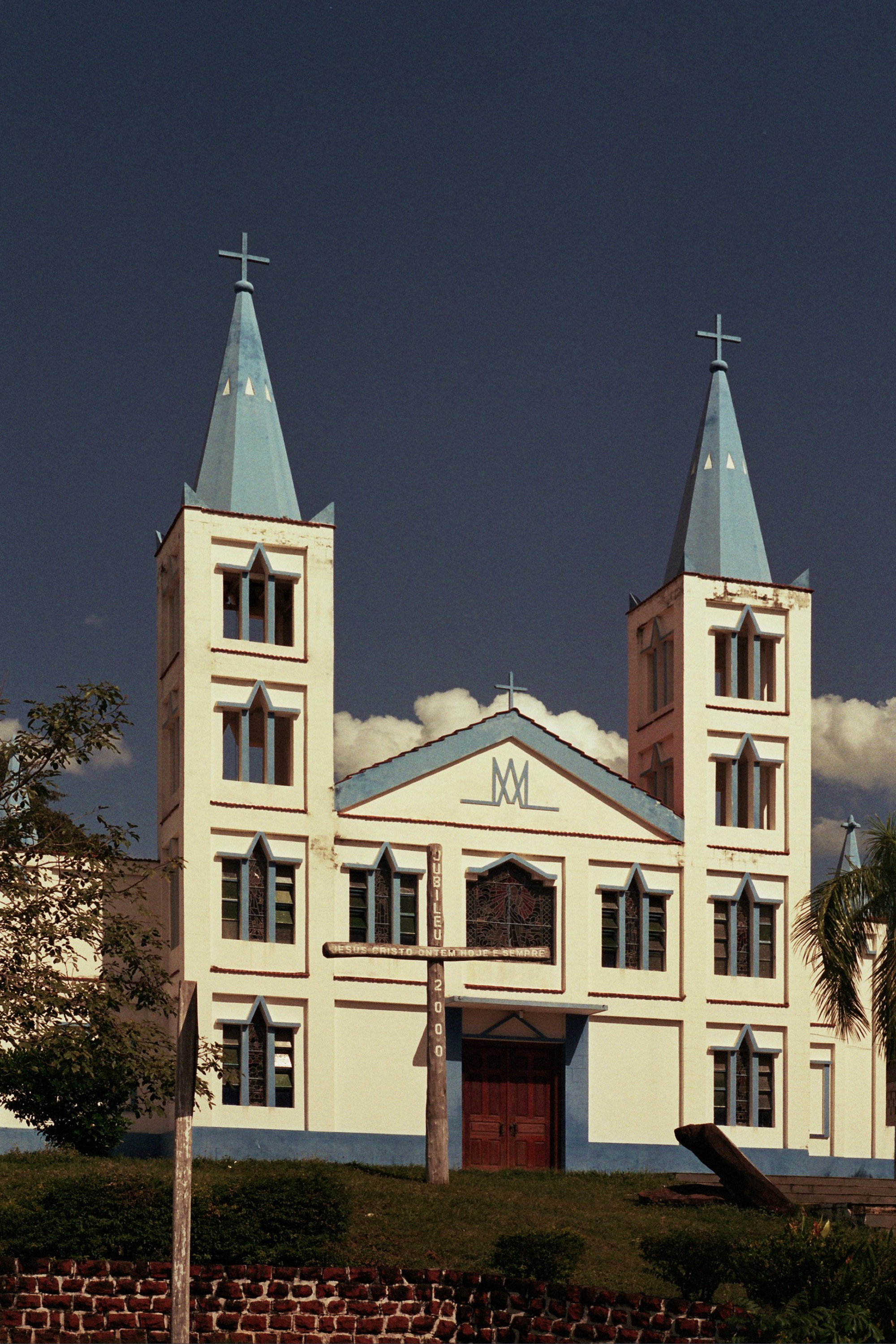
L'ex cattedrale dell'Immacolata Concezione.

La diocesi di Diamantino (in latino Dioecesis Adamanteae) è una sede della Chiesa cattolica in Brasile suffraganea dell'arcidiocesi di Cuiabá. Nel 2023 contava 286.000 battezzati su 522.500 abitanti. È retta dal vescovo Vital Chitolina, S.C.I.

## Territorio
La diocesi comprende 18 comuni nella parte centrale dello stato brasiliano del Mato Grosso: Diamantino, Alto Paraguai, Arenápolis, Campo Novo do Parecis, Denise, Ipiranga do Norte, Itanhangá, Lucas do Rio Verde, Nortelândia, Nova Marilândia, Nova Maringá, Nova Mutum, Santo Afonso, São José do Rio Claro, Sapezal, Tangará da Serra, Tapurah e Santa Rita do Trivelato.
Sede vescovile è la città di Diamantino, dove si trova la cattedrale dell'Immacolata Concezione.
Il territorio si estende su una superficie di 121.300 km² ed è suddiviso in 19 parrocchie.

## Storia
La prelatura territoriale di Diamantino fu eretta il 22 marzo 1929 con la bolla Cura universae Ecclesiae di papa Pio XI, ricavandone il territorio dall'arcidiocesi di Cuiabá.
Il 16 ottobre 1979 la prelatura territoriale è stata elevata a diocesi con la bolla Cum prelaturae di papa Giovanni Paolo II.
Successivamente, ha ceduto porzioni del suo territorio a vantaggio dell'erezione di nuove diocesi e precisamente: la diocesi di Sinop il 6 febbraio 1982 e la diocesi di Juína il 23 dicembre 1997.

## Cronotassi dei vescovi
Si omettono i periodi di sede vacante non superiori ai 2 anni o non storicamente accertati.
- Sede vacante (1929-1955)

- Alonso Silveira de Mello, S.I. † (13 giugno 1955 - 29 novembre 1971 dimesso)[2]
- Henrique Froehlich, S.I. † (29 novembre 1971 - 25 marzo 1982 nominato vescovo di Sinop)
- Agostinho Willy Kist, S.I. † (15 novembre 1982 - 26 agosto 1998 ritirato)
- Canísio Klaus (26 agosto 1998 succeduto - 19 maggio 2010 nominato vescovo di Santa Cruz do Sul)
- Vital Chitolina, S.C.I., dal 28 dicembre 2011

## Statistiche
La diocesi nel 2023 su una popolazione di 522.500 persone contava 286.000 battezzati, corrispondenti al 54,7% del totale.
| anno | popolazione | popolazione | popolazione | presbiteri | presbiteri | presbiteri | presbiteri                | diaconi | religiosi | religiosi | parrocchie |
| anno | battezzati  | totale      | %           | numero     | secolari   | regolari   | battezzati per presbitero | diaconi | uomini    | donne     | parrocchie |
| ---- | ----------- | ----------- | ----------- | ---------- | ---------- | ---------- | ------------------------- | ------- | --------- | --------- | ---------- |
| 1966 | 980         | 50.000      | 2,0         | 21         | 3          | 18         | 46                        |         | 35        | 30        | 7          |
| 1970 | 58.000      | 60.000      | 96,7        | 51         | 27         | 24         | 1.137                     |         | 36        | 24        | 7          |
| 1976 | 140.000     | 160.000     | 87,5        | 26         | 3          | 23         | 5.384                     | 2       | 34        | 50        | 16         |
| 1980 | 80.300      | 99.900      | 80,4        | 31         | 5          | 26         | 2.590                     |         | 37        | 69        | 20         |
| 1990 | 177.000     | 190.000     | 93,2        | 24         | 4          | 20         | 7.375                     | 1       | 21        | 43        | 13         |
| 1999 | 206.000     | 258.000     | 79,8        | 19         | 2          | 17         | 10.842                    |         | 21        | 32        | 12         |
| 2000 | 207.200     | 259.500     | 79,8        | 17         | 2          | 15         | 12.188                    |         | 23        | 31        | 13         |
| 2001 | 206.492     | 258.600     | 79,8        | 24         | 6          | 18         | 8.603                     |         | 22        | 27        | 13         |
| 2002 | 162.415     | 223.098     | 72,8        | 21         | 5          | 16         | 7.734                     |         | 16        | 32        | 13         |
| 2003 | 166.800     | 229.604     | 72,6        | 20         | 6          | 14         | 8.340                     |         | 14        | 35        | 13         |
| 2004 | 177.188     | 248.587     | 71,3        | 21         | 6          | 15         | 8.437                     |         | 29        | 36        | 13         |
| 2006 | 188.434     | 269.192     | 70,0        | 22         | 7          | 15         | 8.565                     |         | 22        | 24        | 13         |
| 2013 | 235.000     | 323.000     | 72,8        | 26         | 10         | 16         | 9.038                     |         | 26        | 39        | 13         |
| 2016 | 238.902     | 376.998     | 63,4        | 33         | 16         | 17         | 7.239                     |         | 23        | 37        | 17         |
| 2019 | 301.000     | 427.094     | 70,5        | 31         | 15         | 16         | 9.709                     | 1       | 26        | 30        | 31         |
| 2021 | 280.000     | 463.300     | 60,4        | 34         | 16         | 18         | 8.235                     |         | 24        | 26        | 18         |
| 2023 | 286.000     | 522.500     | 54,7        | 43         | 22         | 21         | 6.651                     |         | 26        | 28        | 19         |